# Илья Муромец (теплоход)

«Илья Муромец» — речной круизный трёхпалубный теплоход проекта 588 Родина, обладающий хорошими судоходными качествами, что позволяет ему ходить по водохранилищам и крупным озёрам бассейна реки Волга, а также допускается каботажное плавание в морских прибрежных районах (Финский залив Балтийского моря на линии Санкт-Петербург — Выборг; Енисейский залив Карского моря до острова Диксон при силе ветра до 6 баллов и высоте волны до 2,5 метров; Таганрогский залив Азовского моря до порта Таганрог). Находится в собственности ООО «Цезарь Трэвел» и эксплуатируется круизной компанией «Цезарь Трэвел». Назван в честь сказочного героя былин, богатыря Ильи Муромца.

## История
Теплоход «Илья Муромец» проекта 588, немецкое обозначение BiFa Typ A, Binnenfahrgastschiff Typ A, (рус. речной пассажирский теплоход, тип A), был построен под заводским номером 120, во второй серии, на верфи VEB Mathias-Thesen-Werft Wismar в Висмаре, ГДР в 1958 году и передан в Волжское пароходство СССР. Полностью реконструирован в 2004—2005 годах.

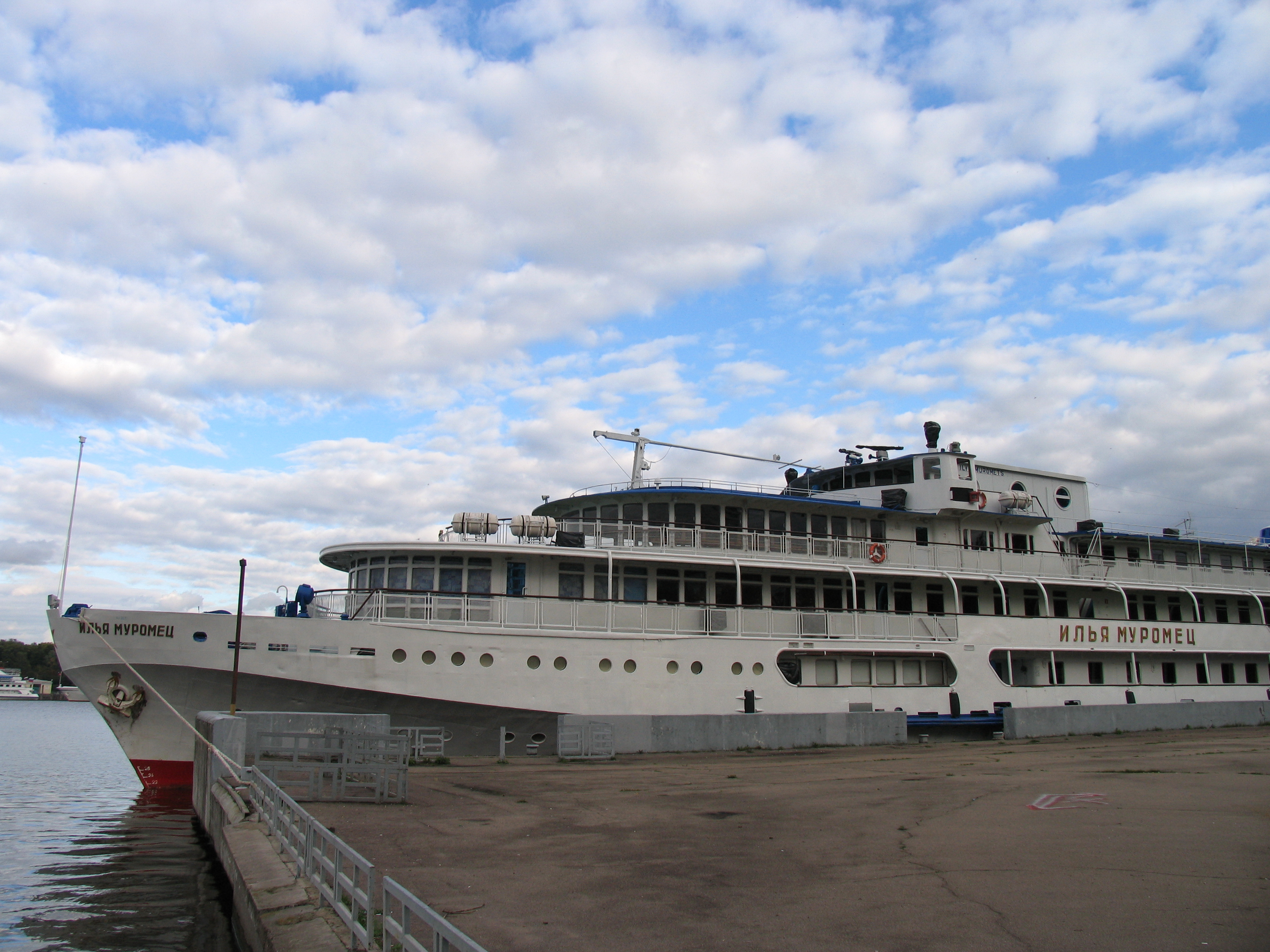
Нос теплохода
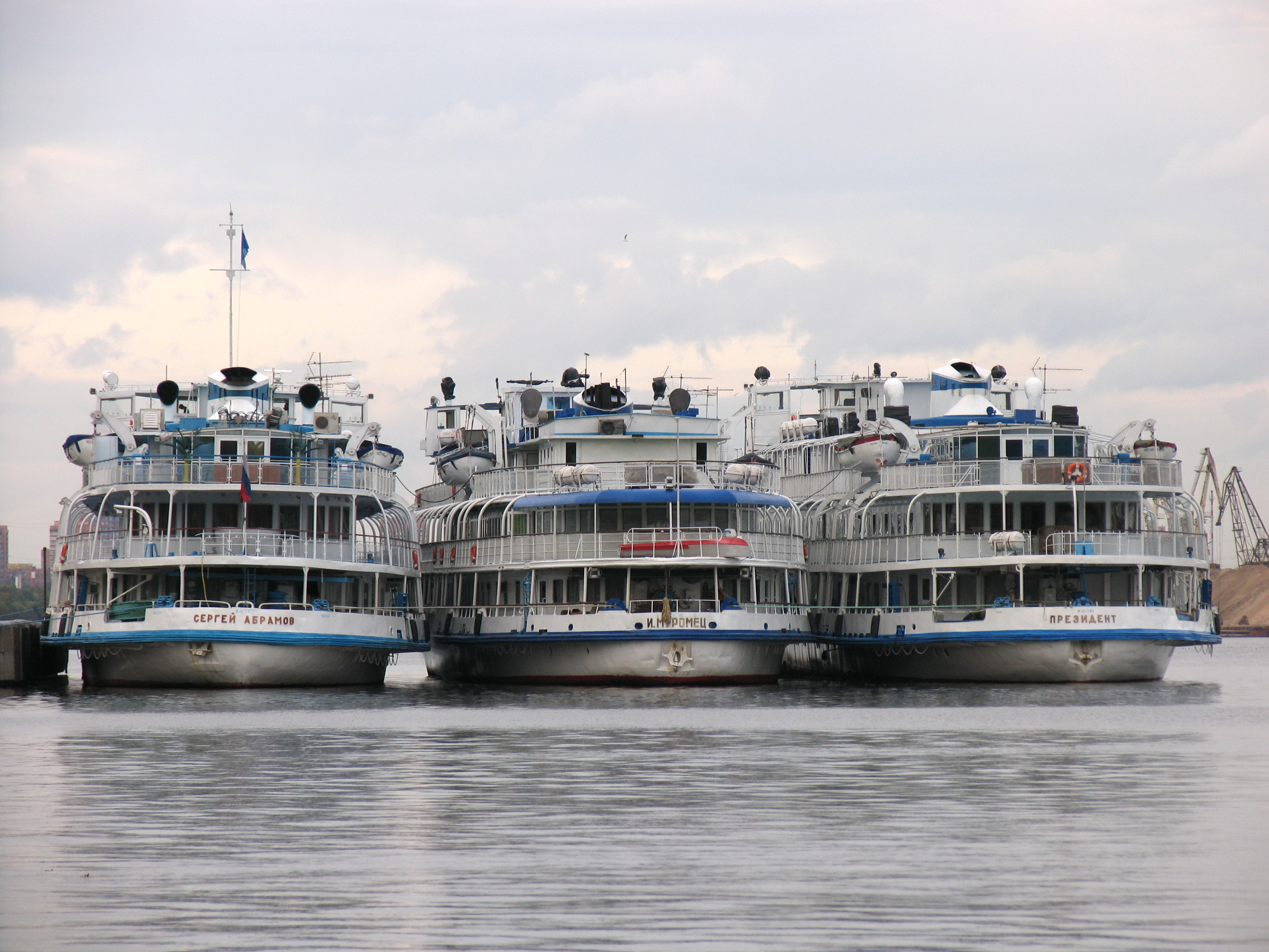
Борт к борту со сгоревшим в 2011 году Сергеем Абрамовым

## На борту
Все каюты теплохода оборудованы душем, санузлом, холодильником и телевизором. На теплоходе имеется система центрального кондиционирования. В каютах шлюпочной палубы имеются индивидуальные кондиционеры. 
Судно имеет на своем борту два ресторана: на шлюпочной палубе (70 человек) и на главной палубе (70 человек); музыкальный салон; бар; буфет; конференц-зал (кинозал на 100 мест), солярий на корме шлюпочной палубы. Каждый вечер бывает дискотека, если хорошая погода — на солярии, если плохая — в кинозале.
Возле главной лестницы на главной палубе изображен Илья Муромец.

## Интересно
«Илья Муромец» в 2008 году совершил первый в истории продолжительный (23 дня) круиз по маршруту Москва – Ростов-на-Дону – Астрахань – Москва.